# Данелаг
Данелаг (енгл. Danelaw, на темељу израза коришћеног у Англосаксонској хроници; такође познато и као Danelagh; стенгл. Dena lagu; дан. Danelagen) је подручје делова данашње Енглеске на којем се примењивало "данско право", тј. простор који је био под данском (викиншком) управом. Супротно од подручја "данског права" стојало је подручје "мерсијског" или "западносаксонског права". Подручје "западносаксонског права" обухватало је простор који се задржао под влашћу англосаксонских краљева. Израз Данелаг се први пут почео користити у 11. веку, иако су викиншке инвазије започете у другој половини 9. века.
Викиншки упади почињу 793. године када су опљачкали манастир Линдисфарн у Нортамбрији. Да би се у првој половини 9. века наставили у Ирској и јужној Енглеској. Краљ Егберт од Весекса је успео да растера хорду Данаца 838. године. Ипак, 842. године спаљен је Лондон, а зиму 850—851. Данци презимљују у Теинту. Велика ратничка војска искрцала се 866. године на источну енглеску обалу са намером да освоји и задржи земљу. Поразили су Нортамбријце код Јорка 867. године, док су за три године без великог отпора опљачкали и запосели Мерсију. Ипак, Данци су поражени код Ашдауна 871. године. У следеће четири године Данци су успоставили независне краљевине у Нортамбрији и источној Енглеској, а земљу поделили између себе. После неколико победа над краљем Весекса Алфредом Великим (871—899), Данци су доживели пораз код Етендјуна 878. године. Отада је Енглеска подељена на две готово једнаке половине. Дански део је лежао северно и источно, а саксонска Енглеска јужно и западно од лоније које је ишла уз реку Ли до њених извора и уздуж Волтинг Стрита до Честера.
Данелаг је у географском смислу садржао подручја некадашње Краљевине Нортамбрије, као и Источне Англије, и тзв. Пет округа, које одговарају околини данашњих градова Лестер, Нотингем, Дарби, Стамфорд и Линколн. Данелаг се није дуго одржао јер је и сам постао мета напада других Викинга, а затим и Англосаксонаца, Почетком 10. века подручја Данелага су толико ослабила да су се ставила под заштиту Едварда Старијег (899—924), краља уједињене Енглеске.